# 谢内拉耶
谢内拉耶（法語：Chénérailles，法語發音：[ʃeneʁaj]）是法国克勒兹省的一个市镇，属于欧比松区。

## 地理
谢内拉耶（46°6'43"N, 2°10'31"E）面积7.77 平方千米，位于法国新阿基坦大区克勒兹省，该省份为法国中部省份，位于法國中央高原西北部，北起安德尔省和谢尔省，西接维埃纳省，南至科雷兹省，东临多姆山省，东北与阿列省接壤。
与谢内拉耶接壤的市镇（或旧市镇、城区）包括：伊苏丹莱特里耶、圣沙布赖、圣迪济耶拉图尔、圣帕尔杜莱卡尔。

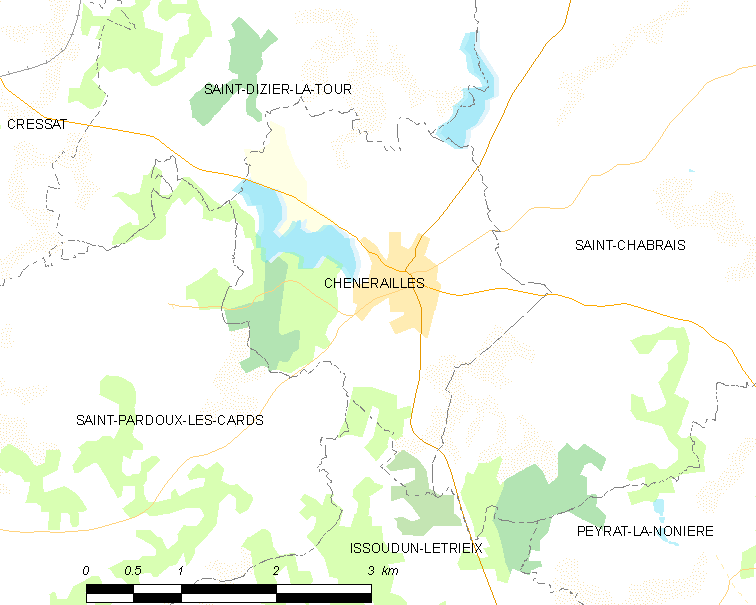
谢内拉耶的OSM定位图

谢内拉耶的时区为UTC+01:00、UTC+02:00（夏令时）。

## 行政
谢内拉耶的邮政编码为23130，INSEE市镇编码为23061。

## 政治
谢内拉耶所属的省级选区为古宗县。

## 人口

1962-2008年间谢内拉耶人口变化图示

谢内拉耶于2022年1月1日时的人口数量为736人。